# Zalaszentgrót vasútállomás
Zalaszentgrót vasútállomás a Zala vármegyei Zalaszentgrót egyik vasútállomása volt a Zalabér-Batyk–Zalaszentgrót-vasútvonalon, melyet a MÁV üzemeltetett.

## Története
A térségben az első vasútvonal tervét Lewicki Antal mérnök készítette 1847-ben. Eszerint a Sopront Nagykanizsával összekötő vasútvonal Sopron-Kőszeg-Szombathely-Rum-Zalabér-Zalaszentgrót-Zalavár-Nagykanizsa útvonalon épült volna ki, és Komárvárosban (ma Zalakomár része) csatlakozott volna az egyidejűleg kiépítendő Buda-Zágráb-Fiume vasútvonalhoz, mellyel Nagykanizsáig közösen haladt volna. A tervet annak idején elfogadták, mégsem valósult meg. A terv alapján a zalaszentgróti vasútállomás a Május 1. utcában lett volna.
A jelenlegi állomást a Türje–Zalaszentgrót-vasútvonal 1892-es megnyitásával egy időben adták át Zala-Szent-Gróth néven. Az utolsó személyszállító vonat 2007. március 3-án közlekedett a vasútvonalon, azóta a forgalom hivatalosan szünetel.

## Vasútvonalak
Az állomást az alábbi vasútvonalak érintik:
- Zalabér-Batyk–Zalaszentgrót-vasútvonal

## Kapcsolódó állomások
A vasútállomáshoz az alábbi állomások vannak a legközelebb:
- Tüskeszentpéter megállóhely

## Forgalom
A vasútállomás bezárása előtt a Zalabér-Batyk és Zalaszentgrót között, többnyire 2 óránként közlekedő személyvonatok álltak meg itt.